# Шамрой, Леон
Леон Шамрой (англ. Leon Shamroy; 16 июля 1901, Нью-Йорк, Нью-Йорк — 7 июля 1974, Лос-Анджелес, Калифорния) — американский кинооператор, президент Американского общества кинооператоров в 1947—1948 гг., обладатель четырёх «Оскаров» за лучшую операторскую работу, делит рекорд премии в этой номинации с Джозефом Руттенбергом.

## Биография
Леон Шамрой родился 16 июля 1901 года в Нью-Йорке. Стал оператором своего первого фильма в возрасте 25 лет, и занимался операторской работой на протяжении почти полувека. За свои работы 18 раз номинировался на «Оскар» (делит рекорд по количеству номинаций с Чарльзом Лэнгом) и 4 из них получил. Состоял в Американском обществе кинооператоров, и в течение года являлся его президентом.
В 1953 году женился на актрисе Мэри Андерсон, с которой и прожил до самой своей смерти 7 июля 1974 года.
В его честь получил кличку пудель из фильма 1957 года «Испортит ли успех Рока Хантера?».

## Фильмография

### Победившие фильмы
- 1942 — Чёрный лебедь / The Black Swan
- 1944 — Вильсон / Wilson
- 1945 — Бог ей судья / Leave Her to Heaven
- 1963 — Клеопатра / Cleopatra

### Номинировавшиеся фильмы
- 1938 — Молодой сердцем / англ. The Young in Heart
- 1940 — Даже по-аргентински (В гостях у Аргентины) / англ. Down Argentine Way
- 1942 — Десять джентльменов из Вест-Пойнт / англ. Ten Gentlemen from West Point
- 1949 — Коварный лис Борджиа / Prince of Foxes
- 1951 — Давид и Вирсавия (Давид и Батшеба; Царь Давид и Батшеба) / англ. David and Bathsheba
- 1952 — Снега Килиманджаро / The Snows of Kilimanjaro
- 1953 — Плащаница / The Robe
- 1954 — Египтянин / The Egyptian
- 1955 — Любовь — самая великолепная вещь на свете / Love Is a Many-Splendored Thing
- 1956 — Король и я / The King and I
- 1958 — Юг Тихого океана / South Pacific
- 1959 — Порги и Бесс / Porgy and Bess
- 1961 — Белоснежка и три балбеса / Snow White and the Three Stooges
- 1963 — Кардинал / англ. The Cardinal
- 1965 — Муки и радости / The Agony and the Ecstasy

### Прочие (избранные)
- 1934 — Принцесса на тридцать дней / англ. Thirty-Day Princess
- 1935 — Мэри Бёрнс, беглянка / англ. Mary Burns, Fugitive
- 1939 — История Александра Грэма Белла / англ. The Story of Alexander Graham Bell
- 1942 — Рокси Харт / Roxie Hart
- 1945 — Дерево растёт в Бруклине / A Tree Grows in Brooklyn
- 1945 — Куда мы отсюда пойдём? / Where Do We Go from Here?
- 1947 — Скандальная мисс Пилгрим / The Shocking Miss Pilgrim
- 1948 — Эта дама в горностае / англ. That Lady in Ermine
- 1950 — Оптом дешевле / Cheaper by the Dozen
- 1952 — С песней в моём сердце / With a Song in My Heart
- 1953 — Король Хайберского полка / King of the Khyber Rifles
- 1954 — Нет лучше бизнеса, чем шоу-бизнес / There's No Business Like Show Business
- 1955 — Доброе утро, мисс Дав / англ. Good Morning, Miss Dove
- 1957 — Кабинетный гарнитур (Сослуживцы) / англ. Desk Set
- 1959 — Голубой ангел / The Blue Angel
- 1968 — Планета обезьян / Planet of the Apes